# トロポミオシン受容体キナーゼC
トロポミオシン受容体キナーゼC（トロポミオシンじゅようたいキナーゼC、英: tropomyosin receptor kinase C、略称: TrkC）またはNTRK3（neurotrophic receptor tyrosine kinase 3）は、ヒトではNTRK3遺伝子にコードされるタンパク質である。TrkCは神経栄養因子NT-3（ニューロトロフィン3）に対する高親和性の酵素共役型受容体であり、神経の分化や生存など、この神経栄養因子の複数の効果を媒介する。
TrkC受容体は、受容体型チロシンキナーゼファミリーの一員である。チロシンキナーゼは、標的タンパク質（基質）の特定のチロシン残基にリン酸基を付加することができる酵素である。受容体型チロシンキナーゼは細胞膜に位置するチロシンキナーゼであり、細胞外ドメインにリガンドが結合することで活性化される。TrkCによってリン酸化される基質タンパク質にはPI3キナーゼなどがある。

## 機能
TrkCは、ニューロトロフィン3（NTF3、NT-3）に対する高親和性酵素共役型受容体である。他のNTRK受容体（Trk受容体）や一般的な受容体型チロシンキナーゼと同様に、リガンドの結合が受容体の二量体化を誘導し、その後、受容体の細胞内（細胞質）ドメインに位置する保存されたチロシン残基のトランス自己リン酸化が行われる。これら保存されたチロシン残基は、下流のシグナル伝達カスケードを開始するアダプタータンパク質のドッキング部位として機能する。活性化されたTrkCの下流では、PLCG1、PI3キナーゼ、レニン-アンジオテンシン-アルドステロン系を介してシグナルが伝達され、細胞の生存、増殖、運動性が調節される。
さらに、TrkCは興奮性シナプスの発生を担う新規シナプス接着分子としても同定されている。
NTRK3遺伝子座には、キナーゼドメインを持たないものや主な自己リン酸化部位に隣接して挿入が存在するものなど、少なくとも8種類のアイソフォームがコードされている。これらのアイソフォームは選択的スプライシングによって生じ、異なる組織や細胞種で発現している。NT-3による触媒型TrkCアイソフォームの活性化は、神経堤細胞の増殖と神経分化の双方を促進する。一方、非触媒型TrkCアイソフォームへのNT-3の結合は神経分化を誘導するものの、神経細胞の増殖は誘導されない。

## Trk受容体ファミリーのメンバー
トロポミオシン受容体キナーゼ（Trk受容体）は、神経栄養因子によって活性化されるシグナルを媒介することで神経細胞の生物学に必要不可欠な役割を果たしている。TrkA、TrkB、TrkC（それぞれNTRK1、NTRK2、NTRK3遺伝子にコードされる）の3種類の膜貫通受容体が存在し、Trk受容体ファミリーを構成している。このファミリーの受容体は、神経成長因子（NGF）、脳由来神経栄養因子（BDNF）、ニューロトロフィン3（NT-3）、ニューロトロフィン4（NT-4）によって活性化される。TrkAはNGFの効果を媒介し、TrkBはBDNF、NT-3、NT-4が結合することで活性化される。TrkCはNT-3の結合によって活性化される。TrkBはNT-3よりもBDNFやNT-4を強固に結合する。TrkCはTrkBよりも強固にNT-3を結合する。
TrkCは依存性受容体であることが示されている。すなわち、リガンドであるNT-3が結合した際には細胞増殖を誘導することができるが、NT-3が存在しない場合にはアポトーシスの誘導が引き起こされる。

## 疾患における役割
多くの研究により、TrkCやTrkC:NT-3複合体の欠損や調節異常がさまざまな疾患と関係していることが示されている。
NT-3またはTrkCのいずれかを欠くマウスは知覚に重大な欠陥を示す。これらのマウスは侵害受容は正常であるが、四肢の空間定位を担う固有受容に欠陥が生じる。
アルツハイマー病、パーキンソン病、ハンチントン病などの神経変性疾患では、TrkCの発現の低下が観察される。Trkを発現している脊髄運動ニューロンを喪失する筋萎縮性側索硬化症モデルを用いて、治療を目的としたNT-3の役割の研究が行われている。
さらに、TrkCはがんとも関係していることが示されている。発現しているTrk受容体やその機能は腫瘍の種類に依存している。一例として、TrkCの発現は神経芽腫では予後の良さと相関しているが、乳がん、前立腺がん、膵臓がんではがんのプログレッションや転移と関係している。

## がんにおける役割
Trkファミリーが発がん性の融合遺伝子として同定されたのは1982年であるが、近年になって多くの種類の腫瘍でNTRK1（TrkA）、NTRK2（TrkB）、NTRK3（TrkC）遺伝子の融合やその他の発がん性の変化が同定されたことにより、ヒトのがんにおけるTrkファミリーの役割に対する関心が高まっている。Trk阻害薬は臨床試験が行われており、ヒトの腫瘍の縮小に関して初期段階での有望性が示されている。NTRK3などの神経栄養因子受容体ファミリーは、浸潤性や走化性の増大など多面的な応答を悪性腫瘍細胞に誘導する。NTRK3の発現の増加は、神経芽腫、髄芽腫、神経外胚葉性脳腫瘍で示されている。

### NTRK3のメチル化
NTRK3のプロモーター領域には、転写開始部位に比較的近接した位置にCpGアイランドが密集して存在している。HumanMethylation450アレイ、メチル化特異的定量PCR（qMSP）、MethyLightアッセイによって、NTRK3は全ての大腸がん細胞株でメチル化されているが、正常な上皮試料ではメチル化されていないことが示されている。この大腸がん細胞における選択的メチル化、そして神経栄養因子受容体としての役割から、NTRK3のメチル化が大腸がん形成に機能的役割を果たしていることが示唆されている。また、NTRK3プロモーターのメチル化状態によって、大腸がん試料と隣接する正常組織とを識別できることが示唆されている。したがって、NTRK3は大腸がんの分子的検出のためのバイオマーカーとして、SEPT9など他のマーカーと併用して利用することができると考えられている。またNTRK3は、8種類の遺伝子のプロモーターまたはエクソン1領域に位置する9つのCpGメチル化プローブパネルの中の1遺伝子（他の遺伝子はDDIT3、FES、FLT3、SEPT5、SEPT9、SOX1、SOX17）として、食道扁平上皮癌患者の予後予測への利用が示唆されている。

### TrkC阻害薬
エヌトレクチニブ（RXDX-101）はIgnytaによって開発された治験薬であり、抗腫瘍活性を示す可能性がある。エヌトレクチニブはTrk全般、ALK、ROS1に対する経口阻害薬であり、マウス、ヒトの腫瘍細胞株、患者由来異種移植腫瘍モデルで抗腫瘍活性が実証されている。In vitroでは、エヌトレクチニブはTrkファミリーのメンバーであるTrkA、TrkB、TrkCをnM濃度で阻害する。血漿タンパク質に非常に良く結合し（99.5%）、血液脳関門（BBB）を越えて容易に拡散する。2019年8月15日、FDAはTrk遺伝子融合を有する12歳以上の固形腫瘍患者の治療に対しエヌトレクチニブを承認した。

## 相互作用
NTRK3は次に挙げる因子と相互作用することが示されている。
- SH2B2（英語版）
- SQSTM1
- KIDINS220（英語版）
- PTPRS（英語版）[29]
- MAPK8IP3（英語版）
- NTF3（英語版）[30][31][32][33][34]
- TGFBR2（英語版）[35]
- DOK5（英語版）[36]
- BMPR2（英語版）[37]
- PLCG1（英語版）[38][39]

## リガンド
TrkC受容体の細胞外ドメインを標的とした、NT-3のβターン構造に基づくペプチド模倣低分子は、TrkCのアゴニストとなることが示されている。その後の研究では、有機骨格を持ち、NT-3のβターン構造に基づくファーマコフォアを持つペプチド模倣分子は、TrkCのアンタゴニストとしても機能することが示されている。

## 関連文献
- “trkC, a new member of the trk family of tyrosine protein kinases, is a receptor for neurotrophin-3”. Cell 66 (5):  967–79. (September 1991). doi:10.1016/0092-8674(91)90442-2. PMID 1653651.
- “trkC, a receptor for neurotrophin-3, is widely expressed in the developing nervous system and in non-neuronal tissues”. Development 118 (2):  463–75. (June 1993). doi:10.1242/dev.118.2.463. PMID 8223273.
- “Disruption of the neurotrophin-3 receptor gene trkC eliminates la muscle afferents and results in abnormal movements”. Nature 368 (6468):  249–51. (March 1994). Bibcode: 1994Natur.368..249K. doi:10.1038/368249a0. PMID 8145824.
- “Similarities and differences in the way neurotrophins interact with the Trk receptors in neuronal and nonneuronal cells”. Neuron 10 (2):  137–49. (February 1993). doi:10.1016/0896-6273(93)90306-C. PMID 7679912.
- “Function and evolution in the NGF family and its receptors”. Journal of Neuroscience Research 32 (4):  461–70. (August 1992). doi:10.1002/jnr.490320402. PMID 1326636.
- “Naturally occurring tyrosine kinase inserts block high affinity binding of phospholipase C gamma and Shc to TrkC and neurotrophin-3 signaling”. The Journal of Biological Chemistry 270 (35):  20384–90. (September 1995). doi:10.1074/jbc.270.35.20384. PMID 7657612.
- “Human trks: molecular cloning, tissue distribution, and expression of extracellular domain immunoadhesins”. The Journal of Neuroscience 15 (1 Pt 2):  477–91. (January 1995). doi:10.1523/JNEUROSCI.15-01-00477.1995. PMC 6578290. PMID 7823156.
- “Expression of a Trk high affinity nerve growth factor receptor in the human prostate”. Endocrinology 136 (1):  262–8. (January 1995). doi:10.1210/endo.136.1.7828539. PMID 7828539.
- “trkC encodes multiple neurotrophin-3 receptors with distinct biological properties and substrate specificities”. The EMBO Journal 12 (8):  3083–94. (August 1993). doi:10.1002/j.1460-2075.1993.tb05977.x. PMC 413573. PMID 8344249.
- “A "double adaptor" method for improved shotgun library construction”. Analytical Biochemistry 236 (1):  107–13. (April 1996). doi:10.1006/abio.1996.0138. PMID 8619474.
- “Expression of mRNAs for neurotrophic factors (NGF, BDNF, NT-3, and GDNF) and their receptors (p75NGFR, trkA, trkB, and trkC) in the adult human peripheral nervous system and nonneural tissues”. Neurochemical Research 21 (8):  929–38. (August 1996). doi:10.1007/BF02532343. PMID 8895847.
- “Large-scale concatenation cDNA sequencing”. Genome Research 7 (4):  353–8. (April 1997). doi:10.1101/gr.7.4.353. PMC 139146. PMID 9110174.
- “Mapping of the tyrosine kinase receptors trkA (NTRK1), trkB (NTRK2) and trkC(NTRK3) to human chromosomes 1q22, 9q22 and 15q25 by fluorescence in situ hybridization”. European Journal of Human Genetics 5 (2):  102–4. (1997). doi:10.1159/000484742. PMID 9195161.
- “trkA and trkC expression is increased in human diabetic skin”. Neuroscience Letters 228 (1):  33–6. (May 1997). doi:10.1016/S0304-3940(97)00350-9. PMID 9197281.
- “A novel ETV6-NTRK3 gene fusion in congenital fibrosarcoma”. Nature Genetics 18 (2):  184–7. (February 1998). doi:10.1038/ng0298-184. PMID 9462753.
- “High resolution mapping of the binding site of TrkA for nerve growth factor and TrkC for neurotrophin-3 on the second immunoglobulin-like domain of the Trk receptors”. The Journal of Biological Chemistry 273 (10):  5829–40. (March 1998). doi:10.1074/jbc.273.10.5829. PMID 9488719.
- “Inhibition of phosphorylation of TrkB and TrkC and their signal transduction by alpha2-macroglobulin”. Journal of Neurochemistry 71 (1):  213–20. (July 1998). doi:10.1046/j.1471-4159.1998.71010213.x. PMID 9648868.
- “Genomic characterization of the human trkC gene”. Oncogene 17 (14):  1871–5. (October 1998). doi:10.1038/sj.onc.1202100. PMID 9778053.
- “Identification and characterization of novel substrates of Trk receptors in developing neurons”. Neuron 21 (5):  1017–29. (November 1998). doi:10.1016/S0896-6273(00)80620-0. PMID 9856458.
- “Biochemical and functional interactions between the neurotrophin receptors trk and p75NTR”. The EMBO Journal 18 (3):  616–22. (February 1999). doi:10.1093/emboj/18.3.616. PMC 1171154. PMID 9927421.
- “Expression of neurotrophins and their receptors in human bone marrow”. The American Journal of Pathology 154 (2):  405–15. (February 1999). doi:10.1016/s0002-9440(10)65287-x. PMC 1849993. PMID 10027399.